# 基姆湖畔贝尔瑙
基姆湖畔贝尔瑙是德国巴伐利亚州的一个市镇。总面积26.69平方公里，总人口7118人，其中男性3905人，女性3213人（2011年12月31日），人口密度267人/平方公里。